# Lista de episódios de The Good Doctor
The Good Doctor é uma série de televisão de drama médico norte-americana desenvolvida por David Shore pela ABC, baseada na série sul-coreana de mesmo nome. A série é produzida pela Sony Pictures Television e ABC Studios, com Shore atuando como showrunner. A série é estrelada por Freddie Highmore como Shaun Murphy, um jovem residente cirúrgico autista com síndrome de savant, ao lado de Nicholas Gonzalez, Antonia Thomas, Chuku Modu, Beau Garrett, Hill Harper, Richard Schiff e Tamlyn Tomita. Will Yun Lee, Fiona Gubelmann, Christina Chang, Paige Spara, e Jasika Nicole juntaram-se ao elenco principal em temporadas posteriores. A série estreou em 25 de setembro de 2017.
Em fevereiro de 2020, a ABC renovou a série para uma quarta temporada, que estreou em 2 de novembro de 2020. Em maio de 2021, ABC renovou a série para uma quinta temporada, que estreou em 27 de setembro de 2021. Em março de 2022, a série foi renovada para uma sexta temporada, que estreou em 3 de outubro de 2022. Em abril de 2023, a ABC renovou a série para uma sétima temporada, com estreia marcada para 20 de fevereiro de 2024.
Até 5 de março de 2024, 119 episódios de The Good Doctor foram ao ar, divididos em 7 temporadas.

## Resumo
| Temporada | Temporada | Episódios | Episódios | Originalmente exibido   | Originalmente exibido | Audiência | Audiência                           |
| Temporada | Temporada | Episódios | Episódios | Estreia da temporada    | Final da temporada    | Rank      | Média de visualizações (em milhões) |
| --------- | --------- | --------- | --------- | ----------------------- | --------------------- | --------- | ----------------------------------- |
|           | 1         | 18        | 18        | 25 de setembro de 2017  | 26 de março de 2018   | 7         | 15.61                               |
|           | 2         | 18        | 18        | 24 de setembro de 2018  | 11 de março de 2019   | 12        | 12.20                               |
|           | 3         | 20        | 20        | 23 de setembro de 2019  | 30 de março de 2020   | 11        | 10.82                               |
|           | 4         | 20        | 20        | 2 de novembro de 2020   | 7 de junho de 2021    | 19        | 8.16                                |
|           | 5         | 18        | 18        | 27 de setembro de 2021  | 16 de maio de 2022    | 27        | 7.05                                |
|           | 6         | 22        | 22        | 3 de outubro de 2022    | 1 de maio de 2023     | 30        | 6.24                                |
|           | 7         | 10        | 10        | 20 de fevereiro de 2024 | 21 de maio de 2024    | ASA       | ASA                                 |

## Episódios

### 1.ª temporada (2017–2018)
| N.º na série | N.º na temp. | Título                | Dirigido por         | Escrito por                      | Exibição original       | Audiência (milhões) |
| ------------ | ------------ | --------------------- | -------------------- | -------------------------------- | ----------------------- | ------------------- |
| 1            | 1            | "Burnt Food"          | Seth Gordon          | David Shore                      | 25 de setembro de 2017  | 11.22               |
| 2            | 2            | "Mount Rushmore"      | Mike Listo           | David Shore                      | 2 de outubro de 2017    | 10.93               |
| 3            | 3            | "Oliver"              | John Dahl            | Bill Rotko                       | 9 de outubro de 2017    | 10.69               |
| 4            | 4            | "Pipes"               | Steven DePaul        | Thomas L. Moran                  | 16 de outubro de 2017   | 10.60               |
| 5            | 5            | "Point Three Percent" | Larry Teng           | David Hoselton                   | 23 de outubro de 2017   | 10.39               |
| 6            | 6            | "Not Fake"            | Michael Patrick Jann | Simran Baidwan                   | 30 de outubro de 2017   | 10.60               |
| 7            | 7            | "22 Steps"            | David Straiton       | Johanna Lee                      | 13 de novembro de 2017  | 10.14               |
| 8            | 8            | "Apple"               | Nestor Carbonell     | David Renaud                     | 20 de novembro de 2017  | 9.97                |
| 9            | 9            | "Intangibles"         | Bronwen Hughes       | Karen Struck                     | 27 de novembro de 2017  | 9.25                |
| 10           | 10           | "Sacrifice"           | Michael Patrick Jann | Lloyd Gilyard Jr.                | 4 de dezembro de 2017   | 9.41                |
| 11           | 11           | "Islands Part One"    | Bill D'Elia          | Thomas L. Moran & William Rotko  | 8 de janeiro de 2018    | 8.30                |
| 12           | 12           | "Islands Part Two"    | Cherie Nowlan        | Thomas L. Moran & William Rotko  | 15 de janeiro de 2018   | 9.33                |
| 13           | 13           | "Seven Reasons"       | Mike Listo           | David Shore & David Hoselton     | 22 de janeiro de 2018   | 9.61                |
| 14           | 14           | "She"                 | Seth Gordon          | Simran Baidwan                   | 5 de fevereiro de 2018  | 9.63                |
| 15           | 15           | "Heartfelt"           | Regina King          | Thomas L. Moran & Johanna Lee    | 26 de fevereiro de 2018 | 7.82                |
| 16           | 16           | "Pain"                | Allison Liddi-Brown  | William L. Rotko & David Renaud  | 12 de março de 2018     | 9.88                |
| 17           | 17           | "Smile"               | Bill D'Elia          | David Hoselton & Karen Struck    | 19 de março de 2018     | 9.03                |
| 18           | 18           | "More"                | Mike Listo           | David Shore & Lloyd Gilyard, Jr. | 26 de março de 2018     | 9.39                |

### 2.ª temporada (2018–2019)
| N.º na série | N.º na temp. | Título                     | Dirigido por         | Escrito por                                                           | Exibição original       | Audiência (milhões) |
| ------------ | ------------ | -------------------------- | -------------------- | --------------------------------------------------------------------- | ----------------------- | ------------------- |
| 19           | 1            | "Hello"                    | Mike Listo           | Freddie Highmore                                                      | 24 de setembro de 2018  | 7.35                |
| 20           | 2            | "Middle Ground"            | Steve Robin          | David Shore                                                           | 1 de outubro de 2018    | 7.18                |
| 21           | 3            | "36 Hours"                 | Larry Teng           | Thomas L. Moran                                                       | 8 de outubro de 2018    | 7.18                |
| 22           | 4            | "Tough Titmouse"           | Steven DePaul        | David Hoselton                                                        | 15 de outubro de 2018   | 6.68                |
| 23           | 5            | "Carrots"                  | Sharat Raju          | Liz Friedman                                                          | 29 de outubro de 2018   | 6.79                |
| 24           | 6            | "Two-Ply (or Not Two-Ply)" | Tara Nicole Weyr     | Simran Baidwan                                                        | 5 de novembro de 2018   | 6.53                |
| 25           | 7            | "Hubert"                   | Marisol Adler        | David Renaud                                                          | 12 de novembro de 2018  | 6.53                |
| 26           | 8            | "Stories"                  | Michael Patrick Jann | Sal Calleros                                                          | 19 de novembro de 2018  | 6.84                |
| 27           | 9            | "Empathy"                  | Joanna Kerns         | Karen Struck                                                          | 26 de novembro de 2018  | 6.67                |
| 28           | 10           | "Quarantine"               | Mike Listo           | Liz Friedman & Lloyd Gilyard Jr.                                      | 3 de dezembro de 2018   | 6.12                |
| 29           | 11           | "Quarantine Part Two"      | Mike Listo           | Simran Baidwan & Mark Rozeman                                         | 14 de janeiro de 2019   | 6.26                |
| 30           | 12           | "Aftermath"                | Dawn Wilkinson       | Thomas L. Moran                                                       | 21 de janeiro de 2019   | 6.27                |
| 31           | 13           | "Xin"                      | David Straiton       | Brian Shin                                                            | 28 de janeiro de 2019   | 6.58                |
| 32           | 14           | "Faces"                    | Allison Liddi-Brown  | David Hoselton                                                        | 4 de fevereiro de 2019  | 5.96                |
| 33           | 15           | "Risk and Reward"          | Freddie Highmore     | História por : David Renaud Roteiro por : Liz Freidman & David Renaud | 18 de fevereiro de 2019 | 6.23                |
| 34           | 16           | "Believe"                  | Alrick Riley         | Sal Calleros & Karen Struck                                           | 25 de fevereiro de 2019 | 6.36                |
| 35           | 17           | "Breakdown"                | Mike Listo           | Thomas L. Moran & Lloyd Gilyard, Jr.                                  | 4 de março de 2019      | 6.73                |
| 36           | 18           | "Trampoline"               | David Shore          | David Shore & David Hoselton & Mark Rozeman                           | 11 de março de 2019     | 7.78                |

### 3.ª temporada (2019-2020)
| N.º na série | N.º na temp. | Título                    | Dirigido por        | Escrito por                                                                                    | Exibição original       | Audiência (milhões) |
| ------------ | ------------ | ------------------------- | ------------------- | ---------------------------------------------------------------------------------------------- | ----------------------- | ------------------- |
| 37           | 1            | "Disaster"                | Mike Listo          | David Shore                                                                                    | 23 de setembro de 2019  | 6.26                |
| 38           | 2            | "Debts"                   | Mike Listo          | Peter Noah                                                                                     | 30 de setembro de 2019  | 6.07                |
| 39           | 3            | "Claire"                  | Allison Liddi-Brown | Liz Friedman & Tracy Taylor                                                                    | 7 de outubro de 2019    | 5.59                |
| 40           | 4            | "Take My Hand"            | Tara Nicole Weyr    | Doris Egan                                                                                     | 14 de outubro de 2019   | 5.76                |
| 41           | 5            | "First Case, Second Base" | Rebecca Moline      | David Hoselton                                                                                 | 21 de outubro de 2019   | 5.54                |
| 42           | 6            | "45-Degree Angle"         | Steve Robin         | Sal Calleros                                                                                   | 4 de novembro de 2019   | 5.13                |
| 43           | 7            | "SFAD"                    | Alrick Riley        | Jessica Grasl                                                                                  | 11 de novembro de 2019  | 5.93                |
| 44           | 8            | "Moonshot"                | X. Dean Lim         | David Renaud                                                                                   | 18 de novembro de 2019  | 5.49                |
| 45           | 9            | "Incomplete"              | Marisol Adler       | Brian Shin                                                                                     | 25 de novembro de 2019  | 5.86                |
| 46           | 10           | "Friends and Family"      | Mike Listo          | Thomas L. Moran                                                                                | 2 de dezembro de 2019   | 6.11                |
| 47           | 11           | "Fractured"               | Gary Hawes          | Mark Rozeman                                                                                   | 13 de janeiro de 2020   | 5.09                |
| 48           | 12           | "Mutations"               | Nestor Carbonell    | Liz Friedman & Tracy Taylor                                                                    | 20 de janeiro de 2020   | 5.44                |
| 49           | 13           | "Sex and Death"           | Steven DePaul       | Doris Egan                                                                                     | 27 de janeiro de 2020   | 5.69                |
| 50           | 14           | "Influence"               | Barbara Brown       | História por : Peter Noah Roteiro por : Peter Noah & David Shore                               | 10 de fevereiro de 2020 | 5.59                |
| 51           | 15           | "Unsaid"                  | Mike Listo          | História por : Sal Calleros Roteiro por : Sal Calleros and Thomas L. Moran                     | 17 de fevereiro de 2020 | 5.23                |
| 52           | 16           | "Autopsy"                 | Freddie Highmore    | David Hoselton                                                                                 | 24 de fevereiro de 2020 | 5.63                |
| 53           | 17           | "Fixation"                | Lisa Demaine        | Jessica Grasl & Debbie Ezer                                                                    | 2 de março de 2020      | 5.66                |
| 54           | 18           | "Heartbreak"              | Steven DePaul       | História por : David Renaud Roteiro por : Thomas L. Moran & David Renaud                       | 9 de março de 2020      | 5.75                |
| 55           | 19           | "Hurt"                    | Mike Listo          | Liz Friedman & Adam Scott Weissman                                                             | 23 de março de 2020     | 6.81                |
| 56           | 20           | "I Love You"              | David Shore         | História por : David Hoselton & Adam Scott Weissman Roteiro por : David Hoselton & David Shore | 30 de março de 2020     | 7.71                |

### 4.ª temporada (2020-2021)
| N.º na série | N.º na temp. | Título                              | Dirigido por        | Escrito por                                                              | Exibição original       | Audiência (milhões) |
| ------------ | ------------ | ----------------------------------- | ------------------- | ------------------------------------------------------------------------ | ----------------------- | ------------------- |
| 57           | 1            | "Frontline Part 1"                  | Mike Listo          | Liz Friedman & David Shore                                               | 2 de novembro de 2020   | 4.87                |
| 58           | 2            | "Frontline Part 2"                  | Mike Listo          | David Shore & Liz Friedman                                               | 9 de novembro de 2020   | 4.76                |
| 59           | 3            | "Newbies"                           | David Straiton      | Thomas L. Moran & David Renaud                                           | 16 de novembro de 2020  | 4.30                |
| 60           | 4            | "Not the Same"                      | Sarah Wayne Callies | David Hoselton & Adam Scott Weissman                                     | 23 de novembro de 2020  | 4.29                |
| 61           | 5            | "Fault"                             | Vanessa Parise      | Peter Blake & Mark Rozeman                                               | 30 de novembro de 2020  | 4.02                |
| 62           | 6            | "Lim"                               | Mike Listo          | Jessica Grasl & Tracy Taylor                                             | 11 de janeiro de 2021   | 4.06                |
| 63           | 7            | "The Uncertainty Principale"        | Gary Hawes          | Doris Egan                                                               | 18 de janeiro de 2021   | 3.97                |
| 64           | 8            | "Parenting"                         | Rachel Leiterman    | Patti Carr                                                               | 25 de janeiro de 2021   | 4.30                |
| 65           | 9            | "Irresponsible Salad Bar Practices" | Felipe Rodriguez    | Sam Chanse & Liz Friedman                                                | 15 de fevereiro de 2021 | 4.40                |
| 66           | 10           | "Decrypt"                           | Freddie Highmore    | Thomas L. Moran & Adam Scott Weissman                                    | 22 de fevereiro de 2021 | 3.91                |
| 67           | 11           | "We're All Crazy Sometimes"         | Mike Listo          | David Hoselton & David Renaud                                            | 8 de março de 2021      | 4.24                |
| 68           | 12           | "Teeny Blue Eyes"                   | Rebecca Moline      | Peter Blake & Mark Rozeman                                               | 22 de março de 2021     | 4.26                |
| 69           | 13           | "Spilled Milk"                      | Sarah Wayne Callies | Jessica Grasl & Tracy Taylor                                             | 29 de março de 2021     | 4.39                |
| 70           | 14           | "Gender Reveal"                     | Tim Southam         | Debbie Ezer                                                              | 19 de abril de 2021     | 4.15                |
| 71           | 15           | "Waiting"                           | Gary Hawes          | História por : Oren Gottfried Roteiro por : David Hoselton & David Shore | 26 de abril de 2021     | 3.78                |
| 72           | 16           | "Dr. Ted"                           | Anne Renton         | Patti Carr & Sam Chans                                                   | 10 de maio de 2021      | 3.91                |
| 73           | 17           | "Letting Go"                        | James Genn          | Doris Egan                                                               | 17 de maio de 2021      | 3.80                |
| 74           | 18           | "Forgive or Forget"                 | Lee Friedlander     | Thomas L. Moran & David Renaud                                           | 24 de maio de 2021      | 4.03                |
| 75           | 19           | "Venga"                             | Mike Listo          | Liz Friedman & Jessica Grasl                                             | 31 de maio de 2021      | 3.56                |
| 76           | 20           | "Vamos"                             | Mike Listo          | Peter Blake & David Shore                                                | 7 de junho de 2021      | 3.99                |

### 5.ª temporada (2021-2022)
| N.º na série | N.º na temp. | Título                    | Dirigido por        | Escrito por                                                                                                  | Exibição original       | Audiência (milhões) |
| ------------ | ------------ | ------------------------- | ------------------- | --- | ----------------------- | ------------------- |
| 77           | 1            | "New Beginnings"          | Mike Listo          | David Shore e Liz Friedman                                                                                   | 27 de setembro de 2021  | 3.99                |
| 78           | 2            | "Piece of Cake"           | Tim Southam         | Tracy Taylor & David Hoselton                                                                                | 4 de outubro de 2021    | 3.73                |
| 79           | 3            | "Measure of Intelligence" | Anne Renton         | Adam Scott Weissman & Thomas L. Moran                                                                        | 11 de outubro de 2021   | 3.74                |
| 80           | 4            | "Rationality"             | David Straiton      | Peter Blake & Tristan Thai                                                                                   | 25 de outubro de 2021   | 4.10                |
| 81           | 5            | "Crazytown"               | Rebecca Moline      | Sam Chanse & Jessica Grasl                                                                                   | 1 de novembro de 2021   | 3.64                |
| 82           | 6            | "One Heart"               | Sarah Wayne Callies | April Fitzsimmons & David Renaud                                                                             | 15 de novembro de 2021  | 3.69                |
| 83           | 7            | "Expired"                 | Mike Listo          | Jim Adler & Mark Rozeman                                                                                     | 22 de novembro de 2021  | 4.22                |
| 84           | 8            | "Rebellion"               | Gary Hawes          | Thomas L. Moran                                                                                              | 28 de fevereiro de 2022 | 3.44                |
| 85           | 9            | "Yippee Ki-Yay"           | Dinh Thai           | David Hoselton & Adam Scott Weissman                                                                         | 7 de março de 2022      | 3.48                |
| 86           | 10           | "Cheat Day" "Sacrifice"   | Mike Listo          | Tracy Taylor & Peter Blake                                                                                   | 14 de março de 2022     | 3.66                |
| 87           | 11           | "The Family"              | Mina Shum           | David Renaud & Jessica Grasl                                                                                 | 21 de março de 2022     | 3.84                |
| 88           | 12           | "Dry Spell"               | Bosede Williams     | Sam Chanse & April Fitzsimmons                                                                               | 28 de março de 2022     | 3.86                |
| 89           | 13           | "Growing Pains"           | Cayman Grant        | Jim Adler | 4 de abril de 2022      | 3.66                |
| 90           | 14           | "Potluck"                 | Rebecca Moline      | Mark Rozeman                                                                                                 | 11 de abril de 2022     | 3.99                |
| 91           | 15           | "My Way"                  | Aaron Rottinghaus   | Adam Scott Weissman & Tristan Thai                                                                           | 18 de abril de 2022     | 3.77                |
| 92           | 16           | "The Shaun Show"          | David Straiton      | Tracy Taylor                                                                                                 | 2 de maio de 2022       | 3.68                |
| 93           | 17           | "The Lea Show"            | Steven Paul         | David Hoselton & David Renaud                                                                                | 9 de maio de 2022       | 3.08                |
| 94           | 18           | "Sons"                    | Steven Paul         | História por : Jessica Grasl & Nathalie Touboul Roteiro por : David Shore & Jessica Grasl & Nathalie Touboul | 16 de maio de 2022      | 3.45                |

## Audiência
| Temporada | Temporada | Ep. 1 | Ep. 2 | Ep. 3 | Ep. 4 | Ep. 5 | Ep. 6 | Ep. 7 | Ep. 8 | Ep. 9 | Ep. 10 | Ep. 11 | Ep. 12 | Ep. 13 | Ep. 14 | Ep. 15 | Ep. 16 | Ep. 17 | Ep. 18 | Ep. 19 | Ep. 20 | Ep. 21 | Ep. 22 |
| --------- | --------- | ----- | ----- | ----- | ----- | ----- | ----- | ----- | ----- | ----- | ------ | ------ | ------ | ------ | ------ | ------ | ------ | ------ | ------ | ------ | ------ | ------ | ------ |
|           | 1         | 11.22 | 10.93 | 10.69 | 10.60 | 10.39 | 10.60 | 10.14 | 9.97  | 9.25  | 9.41   | 8.30   | 9.33   | 9.61   | 9.63   | 7.82   | 9.88   | 9.03   | 9.39   | N/A    | N/A    | N/A    | N/A    |
|           | 2         | 7.35  | 7.18  | 7.18  | 6.68  | 6.79  | 6.53  | 6.53  | 6.84  | 6.67  | 6.12   | 6.26   | 6.27   | 6.58   | 5.96   | 6.23   | 6.36   | 6.73   | 7.78   | N/A    | N/A    | N/A    | N/A    |
|           | 3         | 6.26  | 6.07  | 5.59  | 5.76  | 5.54  | 5.13  | 5.93  | 5.49  | 5.86  | 6.11   | 5.09   | 5.44   | 5.69   | 5.59   | 5.23   | 5.63   | 5.66   | 5.75   | 6.81   | 7.71   | N/A    | N/A    |
|           | 4         | 4.87  | 4.76  | 4.30  | 4.29  | 4.02  | 4.06  | 3.97  | 4.30  | 4.40  | 3.91   | 4.24   | 4.26   | 4.39   | 4.15   | 3.78   | 3.91   | 3.80   | 4.03   | 3.56   | 3.99   | N/A    | N/A    |
|           | 5         | 3.99  | 3.73  | 3.74  | 4.10  | 3.64  | 3.69  | 4.22  | 3.44  | 3.48  | 3.66   | 3.84   | 3.86   | 3.66   | 3.99   | 3.77   | 3.68   | 3.08   | 3.45   | N/A    | N/A    | N/A    | N/A    |
|           | 6         | 3.54  | 3.18  | 3.00  | 3.20  | 3.36  | 3.09  | 3.32  | 3.22  | 3.56  | 3.29   | 3.43   | 3.14   | 3.09   | 3.12   | 3.33   | 3.41   | 3.48   | 3.35   | 3.40   | 3.48   | 3.69   | 3.87   |